# Wspólnota administracyjna Rott am Inn
Wspólnota administracyjna Rott am Inn – wspólnota administracyjna (niem. Verwaltungsgemeinschaft) w Niemczech, w kraju związkowym Bawaria, w rejencji Górna Bawaria, w regionie Südostoberbayern, w powiecie Rosenheim. Siedziba wspólnoty znajduje się w miejscowości Rott am Inn.
Wspólnota administracyjna zrzesza dwie gminy wiejskie (Gemeinde): 
- Ramerberg, 1 364 mieszkańców, 8,10 km²
- Rott am Inn, 3 677 mieszkańców, 19,57 km²